# گارلیک
گارلیک (به انگلیسی: (Garlic)
رده درمانی : کاهنده فشارخون، کاهنده چربی خون . کاهش اشتها و لاغری داروی گیاهی  
اشکال دارویی: قطره ۱۵ سی سی

## موارد مصرف
کاهنده فشارخون، کاهنده چربی خون، کاهنده تصلب شرائین، پیشگیری از ترومبوز

## موادمؤثره
مــواد موثره سیرعبارتند از: روغن فرار، تر کیبات سولفوره شامل آلی این، آلی سین و ترپن‌ها شامل سیترال، ژرانیول و لینالول.

## آثار فارماکولوژی و مکانیسم اثر
سیر دارای اثر کم کننده کلسترول خون است که این اثر به‌خوبی در مطالعات روی حیوانات و روی بیماران مبتلا به فشارخون بالا به اثبات رسیده‌است . این اثر مربوط به ماده دی الیل دی سولفید که حاصل تجزیه الیسین است می‌باشد (۲).کاهش چربیهای خون و نسوج در مطالعاتی که روی حیوانات تحت درمان با رژیم غذائی محتوی پودر سیر یا روغن سیرویاالیسین انجام گرفته به‌خوبی ثابت گردیده‌است (۱).آثارمفیدسیر در انسان عبارتند از کاهش کلسترول و تری گلیسیریدهای سرم و لیپوپروتئین‌های با چگالی کم ( LDL) و افزایش میزان HDL (۱) .مکانیسم اثر آن شامل وقفه سنتز لیپید و افزایش دفع استرول‌های اسیدی و بازی است (۶) . مهمترین ارزش سیر درپیشگیری ودرمان بیماری قلبی عروقی اثر ضد تصلب شرائین آن می‌باشد .کاهش قند خون و افزایش غلظت انسولین درخون متعاقب مصرف الیل پروپیل – دی سولفید گزارش شده‌است . در یک مطالعه بالینی روی مبتلایان به فشار خون تعداد ۴۷ نفر بیماران غیر بستری با هیپرتانسیون ملایم به میزان ۶۰۰ میلی گرم پودر سیر یا پلاسبو به مدت ۱۲ هفته تحت درمان قرارگرفتند . بعد از ۸ هفته فشارخون به طرز قابل ملاحظه‌ای کاهش یافت .

## طریقهٔ مصرف
۱ تا ۳ بار در روز، هر بار ۱۰ قطره به همراه عذا یا آب یا میوه مصرف می شود.

## موارد منع مصرف
دارو از سیر تهیه شده و در افراد مبتلا به حساسیت به سیر و همینطور در کسانی که مبتلا به زخمهای حاد ّ دستگاه گوارشی هستند، منع مصرف دارد.

## عوارض جانبی
تهوع، استفراغ، اسهال، سوزش معده، درماتیت تماسی، حملات آسم

## مصرف درحاملگی وشیردهی
مصرف سیردر دوران بارداری وشیردهی با احتیاط توصیه می‌شود .

## تداخل‌های داروئی
مصرف هم زمان این دارو با داروهای ضد انعقاد ممکن است موجب خون ریزی شود .

## منبع
- داروهای ژنریک ایران و دسته بندی داروها (همراه با داروهای گیاهی و داروهای هلال احمر)، تألیف: دکترمصطفی صابر، چاپ هفتم، صفحه :۲۷۰
- بروشور شرکت داروسازی گلدارو[پیوند مرده]